# Torebka zewnętrzna

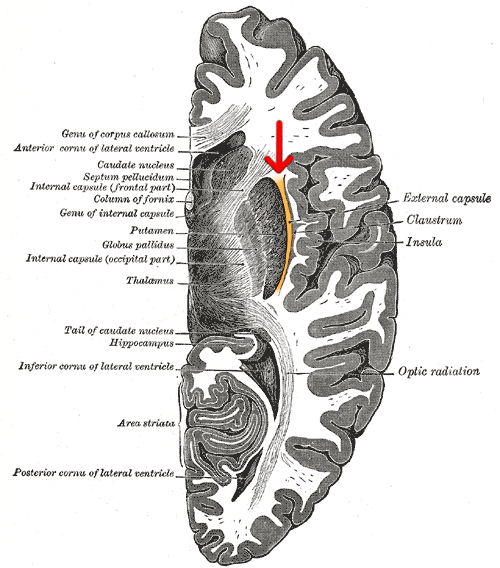
Przekrój poprzeczny prawej półkuli mózgu (torebka zewnętrzna oznaczona kolorem pomarańczowym oraz czerwoną strzałką).

Torebka zewnętrzna (łac. capsula externa) – cienka warstwa istoty białej w obrębie kresomózgowia oddzielająca najbardziej boczną część jądra soczewkowatego (skorupę) od przedmurza. Zawiera głównie włókna kojarzeniowe.

## Dodatkowe ilustracje

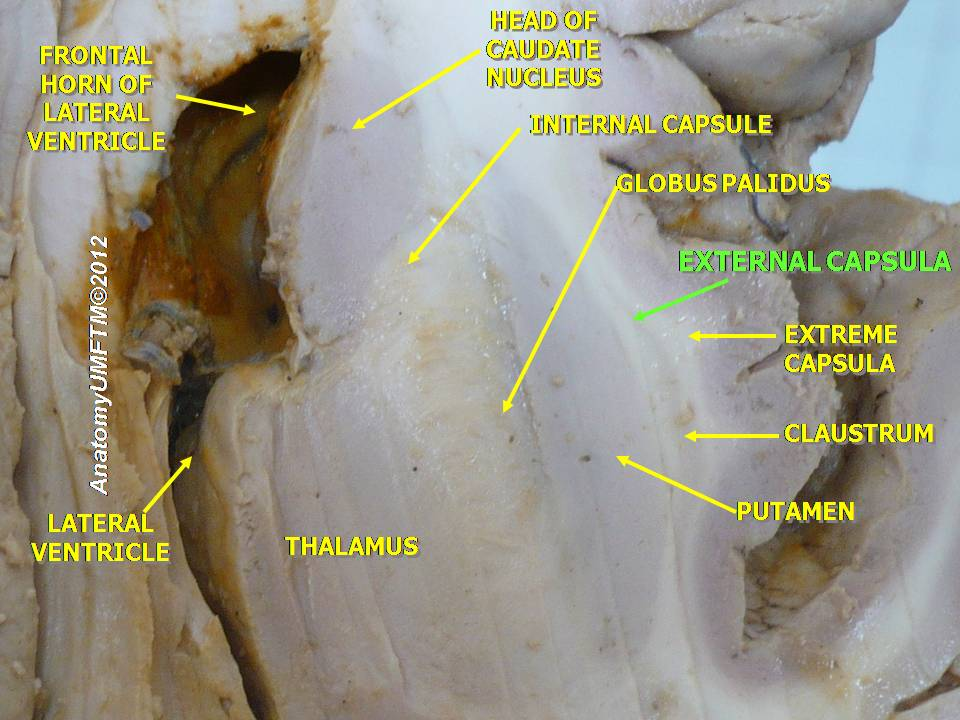
Przekrój sekcyjny mózgowia z torebką zewnętrzną zaznaczoną zieloną strzałką.
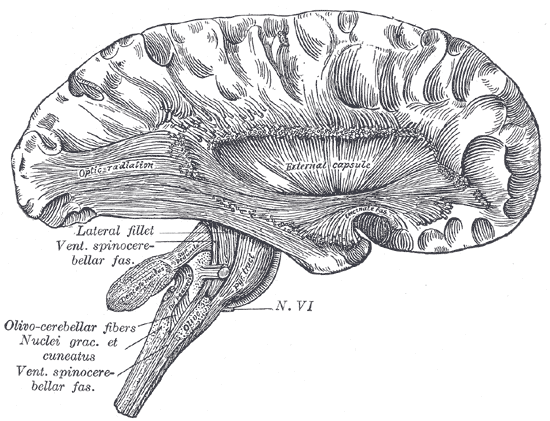
Głęboki przekrój strzałkowy kresomózgowia oraz pnia mózgu z torebką zewnętrzną widoczną w części środkowej.